# Saint-Julien-de-Civry
Saint-Julien-de-Civry là một xã ở tỉnh Saône-et-Loire trong vùng Bourgogne-Franche-Comté nước Pháp.
Sông Arconce chảy qua thị trấn.

## Thông tin nhân khẩu
Theo điều tra dân số năm 1999, xã này có dân số 550.
Ước tính dân số năm 2007 là 514.